# Radio (Album)
Das Album Radio ist das neunte Album der deutschsprachigen A-cappella-Gruppe Wise Guys. Es erschien am 5. Mai 2006 und war die bis dato erfolgreichste Veröffentlichung der Kölner Band. Es wurde wie viele zuvor von Uwe Baltrusch produziert, jedoch entstanden einige Aufnahmen auch bei einer Studiosession in England.

## Hintergrund
Das Album bescherte der Gruppe mit Platz drei der deutschen Albumcharts das bis dato beste Abschneiden ihrer Karriere. Sie seien besonders stolz darauf, da sie dieses Ergebnis völlig ohne Marketingkampagnen und Medienberichterstattung erreicht hätten, so die Band. Musikalisch enthält das Album das gewohnt breite Spektrum an Stilrichtungen, von der emotionalen Ballade bis zu witzigen Songs ist alles auf der Platte. Weiterhin stellt es eine Besonderheit dar, denn es ist vom Aufbau her einer Radiosendung nachempfunden. Aus diesem Grund wird die Liedabfolge von insgesamt sechs kurzen Radiojingles unterbrochen.
Die CD beinhaltet unter anderem den Titel Ruf doch mal an ’06, der eine Neuaufnahme des gleichnamigen Songs vom Album Alles im grünen Bereich darstellt. Beim Lied Das fremde Wesen singt Sonja Wilts von LaLeLu ein Duett mit Eddi Hüneke, Mad World ist eine Coverversion des gleichnamigen Titels von Roland Orzabal. Zu den Titeln Radio und Buddy Biber existieren mittlerweile Videoclips auf der Website der Band. Als Hidden Track befindet sich noch der Live-Mitschnitt von Kein Ohrwurm auf dem Album, der eine Verballhornung ihres Songs Ohrwurm vom vorhergehenden Album ist.

## Rezension
Mit Radio erreichten die Wise Guys laut Allmusic einen Höhepunkt ihrer Beliebtheit.

## Titelliste
1. Jingle A – 0:06
2. Radio – 4:00
 (Musik: Daniel Dickopf / Text: Daniel Dickopf)
3. Jingle B – 0:07
4. Denglisch – 2:58
 (Dickopf)
5. Jetzt und Hier – 2:36
 (Dickopf)
6. Das bedeutet Krieg – 2:37
 (Edzard Hüneke / Dickopf)
7. Sie bricht mir das Herz – 3:22
 (Dickopf)
8. Die Nachrichten – 0:39
9. Buddy Biber – 3:17
 (Hüneke)
10. Das fremde Wesen (mit Sonja Wilts) – 4:14
 (Dickopf)
11. Romanze – 3:08
 (Dickopf)
12. Klatsch und Tratsch – 0:40
13. Das Allerletzte – 2:50
 (Dickopf)
14. Tiefgang – 2:43
 (Dickopf)
15. Der Sport – 0:53
16. Aber sonst gesund – 2:27
 (Dickopf)
17. Ruf doch mal an ’06 – 3:07
 (Hüneke / Dickopf)
18. Mad World – 2:41
 (Roland Orzabal)
19. Ja ja – 2:48
 (Dickopf)
20. Wir hatten den Moment – 3:36
 (Dickopf)
21. Das Horoskop – 0:31
22. Schunkeln – 3:22
 (Dickopf)
23. Ständchen – 1:45
 (Dickopf)
24. Zwischenbilanz – 5:53
 (Dickopf)
25. Hidden Track: Kein Ohrwurm

Die kurzen Jingles, bei deren Entstehung auch Gesangscoach Erik Sohn mitwirkte, sind fett markiert.